# Євтушенко Анатолій Пилипович
Анатолій Пилипович Євтушенко (16 січня 1910, Спасове — ????) — український історик, музеєзнавець, дослідник історії України радянського періоду.

## Біографія
Народився 16 січня 1910 року в селі Спасовому (нині Новгородківського району Кіровоградської області). 1933 року закінчив Кіровоградський інститут соціального виховання. У 1938–1939 роках навчався у Київському педагогічному інституті. У 1938–1940 роках — лектор, завідувач сектору пропаганди і агітації Київського обкому КП(б)У. Учасник німецько-радянської війни. У 1946–1951 роках — член пропагандистської групи, консультант відділу пропаганди ЦК КП(б)У, у 1951–1953 і 1959–1962 роках — директор Києво-Печерського державного історичного заповідника, у 1953–1959 роках — директор Державного історичного музею УРСР. У 1961 році, під керівництвом кандидата історичних наук П. К. Стояна, захистив кандидатську дисертацію на тему: «Суцільна колективізація сільського господарства у степовій частині Української РСР (1929–1933 рр.)». У 1962–1972 роках — молодший науковий співробітник відділу історії капіталізму, історії досоціалістичних формацій, історії комуністичного і соціалістичного будівництва Інституту історії АН УРСР. Автор і співавтор багатьох комуністичних «історичних» казок. З 1972 року на пенсії.

## Праці
- Радгоспи: Шлях становлення і розквіту (1917–1980): На матеріалах Української РСР. — Київ, 1982 (у співавторстві);
- Глибоко вивчати ленінську спадщину // Український історичний журнал. — Київ: Наукова думка, 1970. — № 1. — С. 156.